# Московия (следственный изолятор)
Эль-Москобия, Москубие, Мусковите или Следственный изолятор Московия — израильский следственный изолятор и тюрьма в Русском подворье Западного Иерусалима. Центр используется для допроса палестинских задержанных и заключённых разных возрастных групп, включая детей. Активисты и правозащитные организации описывают это место как печально известное подземными камерами и жестокими методами пыток. 

## История
Во время британского мандата в Палестине центр был известен как «центральная тюрьма». Палестинская неправительственная организация Addameer утверждает, что тюрьма особенно прославилась из-за жестоких методов пыток, применявшихся в 1980-х годах. 
В 1990 году сообщалось, что тюрьма использовалась в основном для палестинцев, боровшихся против израильских сил на Западном берегу реки Иордан и в секторе Газа. И следственный изолятор «Московия», и расположенный неподалёку Музей узников подполья представляют собой здания из жёлтого кирпича, которые были построены Русской православной церковью в 1860-х годах как часть комплекса общежитий и церкви с зелёным куполом для паломников. 

## В популярной культуре
В 2017 году вышел документальный фильм режиссёра Раеда Андони под названием «Охота на привидений» (араб. إصطياد اشباح Iṣṭiyad ʾAšbah‎). Фильм, исследующий травмы бывших заключённых Изолятора, был впервые показан в Рамалле для аудитории, состоящей на девяносто процентов из бывших заключённых.